# Paralelo 12 S
O Paralelo 12 S é um paralelo no 12° grau a sul do plano equatorial terrestre.
Começando pelo Meridiano de Greenwich e tomando a direção leste, o paralelo 12° Sul passa sucessivamente por:
| País, território ou mar        | Notas |
| ------------------------------ | --- |
| Oceano Atlântico               | |
| Angola                         | |
| Zâmbia                         | |
| República Democrática do Congo | |
| Zâmbia                         | |
| Malawi                         | |
| Lago Malawi                    | Passa a norte da Ilha Chizumulu e Ilha Likoma, Malawi                                                                                             |
| Tanzânia                       | |
| Moçambique                     | |
| Oceano Índico                  | Passa a sul da ilha Grande Comore, Comores · Passa a norte da ilha Anjouan, Comores                                                               |
| Madagáscar                     | |
| Oceano Índico                  | Passa entre a Ilha North Keeling e a Ilha Horsburgh, Ilhas Cocos (Keeling) · Passa a norte das Ilhas Ashmore e Cartier e Hibernia Reef, Austrália |
| Mar de Timor                   | Passa a sul da Ilha Bathurst, Austrália |
| Estreito de Clarence           | Passa entre a Ilha Melville e continente, Austrália                                                                                               |
| Golfo de Van Diemen            | |
| Austrália                      | Terra de Arnhem, Território do Norte |
| Mar de Arafura                 | |
| Austrália                      | Ilha Elcho, Terra de Arnhem, Ilha Inglis e Terra de Arnhem de novo, Território do Norte                                                           |
| Golfo de Carpentária           | |
| Austrália                      | Península do Cabo York, Queensland |
| Mar de Coral                   | Passa a sul da ilha Vanatinai, Papua-Nova Guiné · Passa a sul da Ilha Rennell, Ilhas Salomão · Passa a sul das Ilhas Vanikolo, Ilhas Salomão      |
| Oceano Pacífico                | Passa a norte da ilha Tikopia, Ilhas Salomão |
| Peru                           | Passa a norte de Lima |
| Bolívia                        | |
| Brasil                         | Rondônia Mato Grosso Tocantins Bahia |
| Oceano Atlântico               | |